# Gabino Palomares
Gabino Palomares Gómez (Comonfort, Guanajuato, 26 de mayo de 1950) es un cantautor y activista social mexicano, uno de los máximos exponentes del movimiento de la Nueva Canción Internacional. En México, es uno de los fundadores del llamado Canto nuevo, al lado de figuras como Amparo Ochoa, Óscar Chávez y el grupo Los Folkloristas. Es el autor de "La maldición de Malinche"(1978), una de las canciones más emblemáticas del movimiento, y de más de cien canciones de contenido político, social y amoroso. 

## Biografía
Gabino Palomares Gómez nació en Comonfort, Guanajuato y estudió ingeniería química en la Universidad Autónoma de San Luis Potosí. En 1972, presenta su primer espectáculo: “Poemas y Canciones” y triunfa en los Festivales de la canción universitaria de 1972 y 1973.
En 1975, se traslada a la Ciudad de México y comienza a cantar en peñas, bares, universidades, colonias populares, plazas públicas, sindicatos y pequeños teatros. Destacan sus presentaciones en La peña Tecuicanime y El mesón de la guitarra. Aquí conoce a la cantante sinaloense Amparo Ochoa y al cantautor Salvador "Chava" Flores, con quienes entabla una profunda amistad. A lo largo de su carrera, Amparo Ochoa grabó e interpretó varias canciones de Gabino Palomares, entre ellas "La maldición de Malinche” y “¿Quién tiene la voz?”. Por su parte, Gabino Palomares ha grabado e interpretado muchas de las canciones de Salvador "Chava" Flores, algunas de ellas contenidas en el álbum Gabino Palomares interpreta a Chava Flores (2010).
En poco tiempo, Gabino Palomares se consolida como uno de los máximos exponentes del Canto Nuevo y comienza una importante carrera internacional. En 1978, aparece su primer LP, La maldición de Malinche, en él cual se incluyen tres de sus canciones más representativas: “La maldición de Malinche”, “A la patria” y “La letanía de los poderosos”. En palabras de la musicóloga Jan Fairley, “La maldición de Malinche” es "una de las canciones más importantes de América Latina”.
El 6 de noviembre de 1978, Gabino Palomares participa como actor, cantante y compositor en el estreno de la obra El extensionista de Felipe Santander. De ahí surgirá, en 1985, su álbum El extensionista. En 1980, Palomares graba su Segundo disco: Fabricando la luz.
Su labor como cantautor y luchador social hacen que en 1982 sea elegido, en Cuba, Secretario General del Comité Internacional de la Nueva Canción, puesto que ocupará hasta 1988.
A partir de 1980, la carrera de Gabino Palomares prospera, participando en giras y festivales internacionales en Argentina, Cuba, El Salvador, Estados Unidos, Canadá, Ecuador, Uruguay, Venezuela, Nicaragua, Guatemala, República Dominicana, Perú, Costa Rica y Alemania. En México, se presenta en escenarios tales como el Palacio de Bellas Artes, el Auditorio Nacional, el Teatro de la Ciudad y el Palacio de los Deportes. Entre 1984 y 1989 graba los discos: Hace como un año (1984), No te creo nada (1987) y ¿Qué vamos a hacer? (1989). En 1991, graba el álbum Canciones contra la Guerra en respuesta a la invasión estadounidense a Irak. Luego de un largo silencio discográfico en el que no obstante continuó su trayectoria musical y social, Palomares graba en el año 2000 el disco Historia cotidiana en el cual se incluye la canción “Espejos de mi alma", dedicada al Ejército Zapatista de Liberación Nacional, así como la canción "Hermosísimo lucero", un homenaje personal a Amparo Ochoa.
A lo largo de su carrera, Gabino Palomares ha compartido escenario con las grandes figuras de la Nueva canción, entre ellas: Mercedes Sosa, Silvio Rodríguez, Chico Buarque, Pete Seeger, Daniel Viglietti, León Gieco, Pablo Milanés, Alí Primera, Luis Eduardo Aute, Joan Manuel Serrat, Luis Enrique Mejía Godoy, Isabel Parra, Pedro Luis Ferrer y Nicomedes Santa Cruz. 
El 3 de agosto de 2012, Gabino Palomares celebró sus 40 años de carrera con un concierto/homenaje organizado por el Gobierno de la Ciudad de México en el Teatro de la Ciudad Esperanza Iris.
El 30 de septiembre de 2013, se presentó en el prestigioso Auditorio Nacional de México con motivo del concierto 40 años, Los mismos sueños, junto a los grupos Quilapayún, Inti Illimani, Los Folkloristas, Santiago del Nuevo Extremo y el cantautor uruguayo Daniel Viglietti.

## Discografía
Todos los álbumes en estudio de Gabino Palomares fueron lanzados en México en formato LP.
- 1978: La maldición de Malinche (Discos Pueblo)
- 1980: Fabricando la luz (Discos Pueblo)
- 1984: Hace como un año (Discos Pueblo)
- 1985: El extensionista (Discos Plan Joven del CREA)
- 1987: No te creo nada (BMG Ariola)
- 1989: ¿Qué vamos a hacer? (BMG Ariola)
- 1991: Septiembre: Canciones contra la guerra (Ediciones Pentagrama)
- 1997: Antología 1 (Discos Pueblo)
- 1997: Antología 2 (Ediciones Pentagrama)
- 2000: Historia cotidiana (Ediciones Pentagrama)
- 2006: Salimos (Ediciones Pentagrama)
- 2010: México a través de su canto (Ediciones Pentagrama)
- 2010: Gabino Palomares interpreta a Chava Flores (Ediciones Pentagrama)

### Colectivos y colaboraciones
- 1979: 9. Festival des politischen Liedes
- Nueva Canción (con Los Folkloristas, Víctor Jara, Gustavo López y Violeta Parra)

## Festivales y conciertos
- Primer Festival Canto Nuevo Latinoamericano. 30 de marzo - 4 de abril de 1982. (Auditorio Nacional; Ciudad de México, México)
- Abril en Managua, Concierto por la paz en Centro América. 23 de abril de 1983. (Managua, Nicaragua)
- Segundo Festival Canto Nuevo Latinoamericano. 27 de abril - 1 de mayo de 1983. (Auditorio Nacional; Ciudad de México, México)
- Festival Iberoamericano de la Canción Bolivariana. 23 de julio de 1983. (Caracas, Venezuela)[20]
- Tercer Festival de la Nueva Canción Latinoamericana, 1984. (Quito, Ecuador)
- Festival de la Canción Política, 12-19 de febrero de 1984. (Berlín, Alemania)
- Primer Festival por la Paz y la Justicia en el Mundo, 3-5 de octubre de 2011. (Zócalo; Ciudad de México)
- Concierto «40 años, Los mismos sueños», 30 de septiembre de 2013. (Auditorio Nacional; Ciudad de México, México)